# Mike Jacoby
Mike Jacoby (* 20. Mai 1969 in Bellevue, Washington) ist ein Snowboarder aus den USA. 1997 wurde er Weltmeister im Parallelslalom und Vize-Weltmeister im Riesenslalom. 1994/95 und 1995/96 gewann er die Riesenslalom-Weltcupwertung, 1995/96 zudem auch noch den Gesamtweltcup. Zurzeit lebt er in Underwood.